# 瀬戸團治

『増田甲子七先生之像』（長野県筑北村、1983年）

瀬戸 團治（せと だんじ、1905年9月13日 - 1991年7月1日）は、日本の彫刻家。

## 経歴
長野県上伊那郡朝日村（後の辰野町の一部）に生まれる。伊北農商学校（後の長野県辰野高等学校の前身）を卒業後、地元で酒屋へ奉公に出たが程なくして辞め、1924年に上京し、鶴田吾郎や中川紀元、曽宮一念の下で画家を目指したが、1929年に小学校教員となるため帰郷し、郷里の小学校の教員として11年間勤めた。
この頃から斎藤素巌の下で、彫刻にを学び、1936年から日展に出品を始め、毎年出品し続けた。1933年、構造社展で初入選し、第二次世界大戦後には1949年から1951年にかけて、日展で3回連続特選となり、後には日展の審査員、評議員などを歴任した。
日展出品を含む代表作数十点は、辰野美術館に寄贈されている。
4男の瀬戸剛も彫刻家である。